# Dennis Hastert
John Dennis Hastert, znany jako J. Dennis Hastert, lub Dennis Dastert (ur. 2 stycznia 1942 w Aurorze) – amerykański polityk, działacz Partii Republikańskiej, który w latach 1987–2007 reprezentował 14. okręg wyborczy stanu Illinois w Izbie Reprezentantów Stanów Zjednoczonych, a od stycznia 1999 do stycznia 2007 był Spikerem tej izby.

## Życiorys
Urodził się w Aurorze (Illinois), a wychowywał w Oswego (tamże). Ukończył studia na Northern Illinois University (1967), dzięki czemu został nauczycielem w szkole średniej w Yorkville (55 mil od Chicago, gdzie się wówczas przeprowadził).
Zajmował się też sportem wyczynowym. W 1981 wybrano go, jako republikanina, do stanowej Izby Reprezentantów, a w 1986 do izby niższej federalnego Kongresu. Jakkolwiek stan Illinois uchodzi od wielu lat za bastion Partii Demokratycznej, z łatwością odnawiał swój mandat. W ogóle ten okręg był zajmowany przez republikanów nieprzerwanie od 1903, z wyjątkiem czterech lat.
Paradoksalnie, aż do czasu objęcia trzeciego stanowiska w państwie, Hastert był jednym z mniej znanych członków Izby (jego stanowisko było zawsze z reguły konserwatywne).
Po przejęciu większości przez republikanów w Izbie w 1995 (pierwszy raz od 1953), ich niekwestionowany przywódca i nowy spiker Newt Gingrich z Georgii mianował Hasterta asystentem zastępcy przywódcy większości/rzecznika dyscyplinarnego (był nim wówczas Tom DeLay), co jest najwyższą pozycją w republikańskim klubie z nominacji.
Kiedy Gingrich, osłabiony swoją rolą w próbie odsunięcia od władzy prezydenta Billa Clintona i ogólnie coraz bardziej niepopularny w porównaniu z demokratyczną administracją, zdecydował się odejść ze stanowiska spikera i Izby (w 1998 wybrano go ponownie, ale odmówił zajęcia miejsca), nowym spikerem wybrano Hasterta, aczkolwiek początkowo sądzono, iż odpowiedniejsi będą politycy bardziej znani i wpływowi (lider większości Dick Armey, Tom DeLey czy kongresmen Bob Livingstone). O wyborze Hasterta zadecydowało prawdopodobnie jego niekontrowersyjność i umiarkowanie w porównaniu z wyżej wymienionymi.
1 czerwca 2006 został najdłużej urzędującym republikańskim spikerem w historii. Ubiegał się o ponowny wybór w 2006 i uzyskał go.
27 kwietnia 2016 roku został skazany na 15 miesięcy więzienia za molestowanie seksualne 5 chłopców w latach 1965–1981 w trakcie pracy jako nauczyciel i trener zapasów w szkole średniej w Yorkville na przedmieściach Chicago.
Otrzymał tytuł honorowego obywatelstwa Wilna.